# 新潟県道402号樽ヶ橋長政線
新潟県道402号樽ヶ橋長政線（にいがたけんどう402ごう たるがはしながまさせん）は、新潟県胎内市と村上市を通る一般県道である。

## 概要

### 路線データ
- 起点：新潟県胎内市下館字山口（新潟県道53号胎内二王子公園羽黒線交点、樽ヶ橋交差点）
- 終点：新潟県胎内市乙字小屋ノ内（新潟県道3号新潟新発田村上線交点、乙交差点）

## 歴史
- 1993年（平成5年）4月1日：路線再編に伴い県道402号線は『平木田停車場樽ヶ橋線』から『樽ヶ橋長政線』となる[1]（新潟県道93号平木田停車場乙線と新潟県道402号平木田停車場樽ヶ橋線を統合）。
- 2009年（平成21年）
  - 1月20日：胎内市東牧字中山136番110から同市平木田字岩山1348番8までの道路区域を変更し供用開始[2]。
  - 3月17日：村上市長政字上野189番１から胎内市乙字小屋ノ内635番2までの道路区域を変更し供用開始（終点の延長）[3]。
- 2017年（平成29年）12月5日：胎内市下館字坪頭114番1から同市黒川字上ノ町1574番6までの道路区域を変更し供用開始[4]。

## 地理

### 通過する自治体
- 新潟県胎内市
- 新潟県村上市

### 交差する道路
- 新潟県道53号胎内二王子公園羽黒線（起点：胎内市下館字山口、樽ヶ橋交差点）
- 国道7号（中条黒川バイパス）（下館交差点）
- 新潟県道493号荒川中条線（黒川十字路交差点）
- 新潟県道508号荒井浜黒川線（東牧丁字路）
- 新潟県道3号新潟新発田村上線（終点：新潟県胎内市乙字小屋ノ内、乙交差点）

### 周辺
- 胎内川
- 黒川郵便局
- 平木田駅
- 乙宝寺